# Ghost Pirates of Vooju Island
Ghost Pirates of Vooju Island est un jeu vidéo d'aventure en pointer-et-cliquer développé par Autumn Moon Entertainment et édité par dtp entertainment, sorti en 2009 sur Windows.

## Accueil
- Adventure Gamers : 3,5/5[1]
- Jeuxvideo.com : 14/20[2]